# Алга
Алга́ (каз. Алға — вперёд) — город, административный центр Алгинского района Актюбинской области Казахстана.

## География
Расположен в верховьях реки Илек (приток Урала), в 44 км к югу от областного центра города Актобе.
Через город проходят железная дорога Оренбург — Ташкент и автомобильная дорога А-27 Актобе — Астрахань.
Общая площадь города составляет 66.04 кв. км, а численность населения по данным на 1 декабря 2023 года 22 776 человек.

## История
Возник в 1930 году во время строительства Актюбинского химического комбината имени С. М. Кирова (производство фосфорных удобрений, микроудобрений и др. на базе руды из Актобинского фосфоритоносного бассейна).
10 февраля 1934 года Президиум ВЦИК постановил «2. Преобразовать в рабочие посёлки, с присвоением им новых наименований, следующие населённые пункты Казакской АССР: а) в Ключевом районе, Актюбинской области, вновь возникший на территории строительства Актюбхимстроя населённый пункт — в рабочий посёлок Алга».
1 октября 1938 года районный центр Ключевого района перенесён из села Ключевого в рабочий посёлок Алга.
Рабочий посёлок Алга преобразован в город в 1961 году.
За последние пять лет развитие и улучшение благосостояния города заметно улучшились. В 2016-2018 годах построены и введены в эксплуатацию несколько многоэтажных домов. Приведены в порядок улицы в центре города которые были в ямах и ухабах. Открылся супермаркет «Дина». Транспорт здесь представлен в виде железнодорожного, автомобильного и автобусного сообщения. Основным общественным транспортом горожан являются небольшие маршрутные микроавтобусы.

## Население
| 1939    | 1959    | 1970    | 1979    | 1989    | 1999    | 2009    |
| ------- | ------- | ------- | ------- | ------- | ------- | ------- |
| 8330    | ↗11 748 | ↗14 221 | ↗16 420 | ↗17 910 | ↘15 372 | ↗19 705 |
| 2019    | 2021    |         |         |         |         |         |
| ↗20 562 | ↗22 446 |         |         |         |         |         |

## Социальные и образовательные учреждения, промышленность
На данный момент в городе имеется 6 школ, музыкальная школа, индустриально-технический колледж, бассейн, акимат, военкомат, отдел полиции, дом культуры, мечеть , центр обслуживания населения, библиотека, алгинская центральная больница, ж/д вокзал, детские сады, санаторий «Шипагер»
В городе имеется детско-юношеская спортивная школа, спортивный комплекс им. Есет-батыра и центральный алгинский стадион
Имеются  производства, сельские хозяйства, пекарня, вино-водочный завод ТОО «Акросспищепром», завод по производству взрывчатки «Нетрохим» и т. д
Действуют торговые центры, центральный рынок, супермаркеты, магазин электроники Alser и Sulpak, кафе, рестораны, плейстейшен клуб, магазины, банки,  парки и скверы
В городе строится новый микрорайон а также новый частный сектор — жилые массивы 1 и 2.
Также в городе Алга строиться большой завод по производству цемента крупнейший в западном Казахстане этот завод станет одним из градообразующих города будут созданы более 500 рабочих мест 
Инвесторы намерены вложить 70 миллиардов тенге - передаёт Актобе Таймс.
В Алге началось строительство цементного завода с ежегодной мощностью производства 2 млн тонн, который создаст более 500 новых рабочих мест. Открытие предприятия запланировано на 2026 год, а строительно-монтажные работы начались весной 2025 года.
Вице-президент компании «West China Cement» Лиан Джие выразил надежду, что четвертый цементный завод, построенный ими в Алге, станет успешным проектом и укрепит деловое сотрудничество между двумя странами.
Город находится в относительной близости от Актобе (43км.) Проложена новая комфортная четырех полосная дорога до Актобе.В целом город перспективный, компактный и удобный для проживания.

## Известные уроженцы
- Гарсаев, Лейчий Магамедович (род. 1952) — чеченский этнограф, историк, доктор исторических наук, профессор.
- Доскалиев, Жаксылык Акмурзаевич (род. 1955) — министр здравоохранения Республики Казахстан (2001—2004, 2008—2010), доктор медицинских наук, профессор.
- Дяденко, Евгений Вячеславович (род. 1992) — казахстанский футболист, полузащитник.

## Галерея

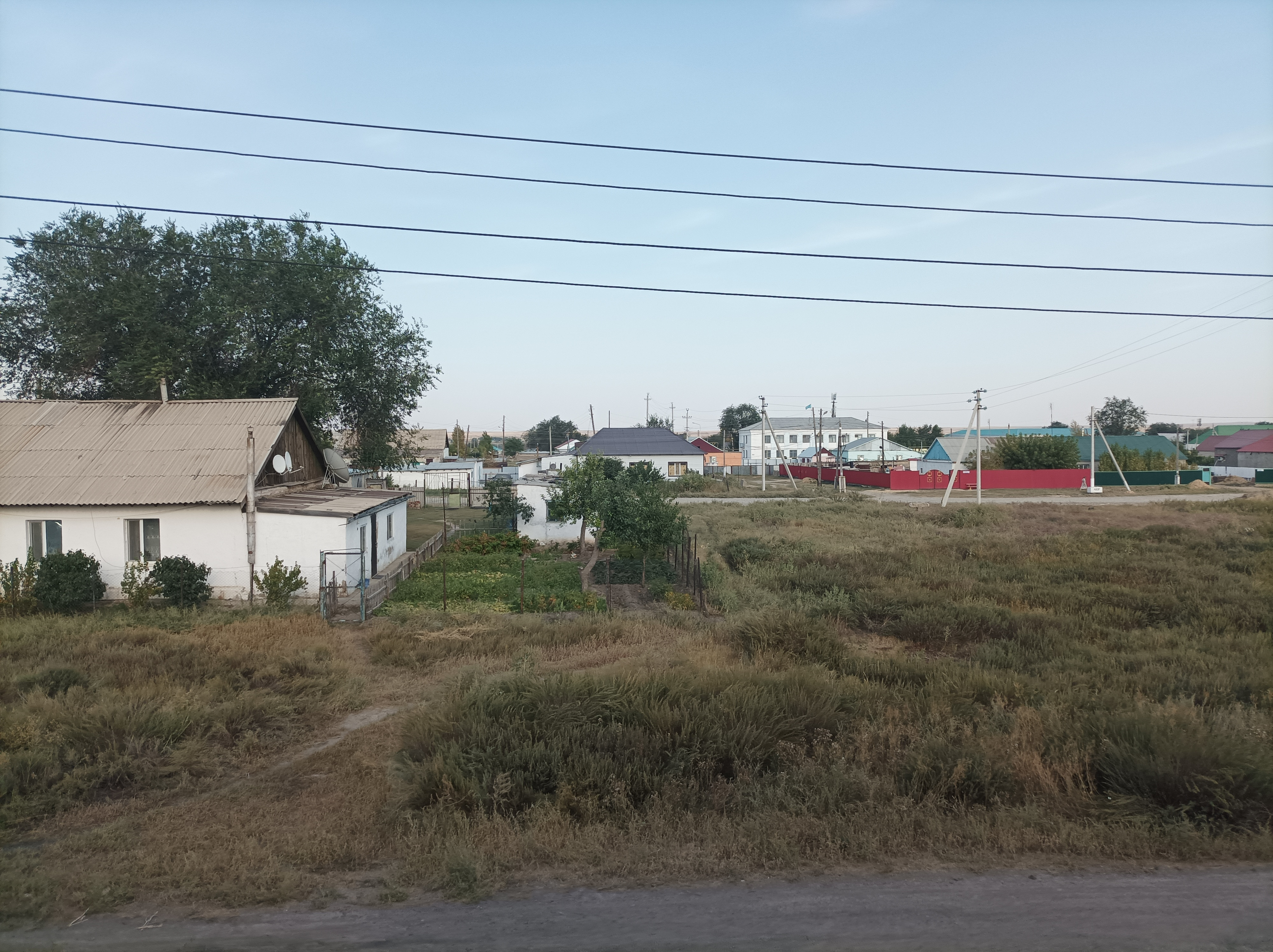
Вид в районе ж.д.вокзала
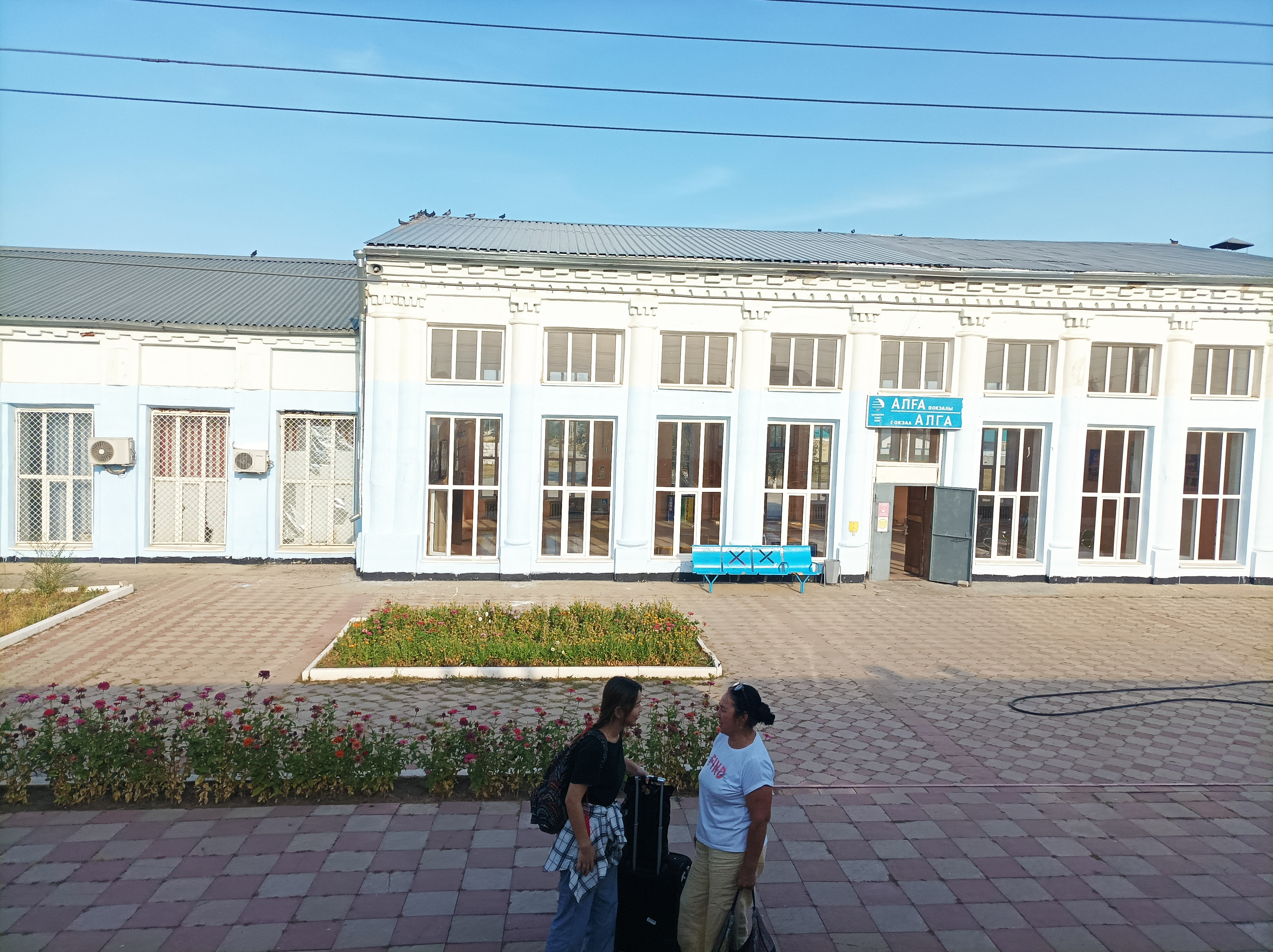
Ж.д.вокзал
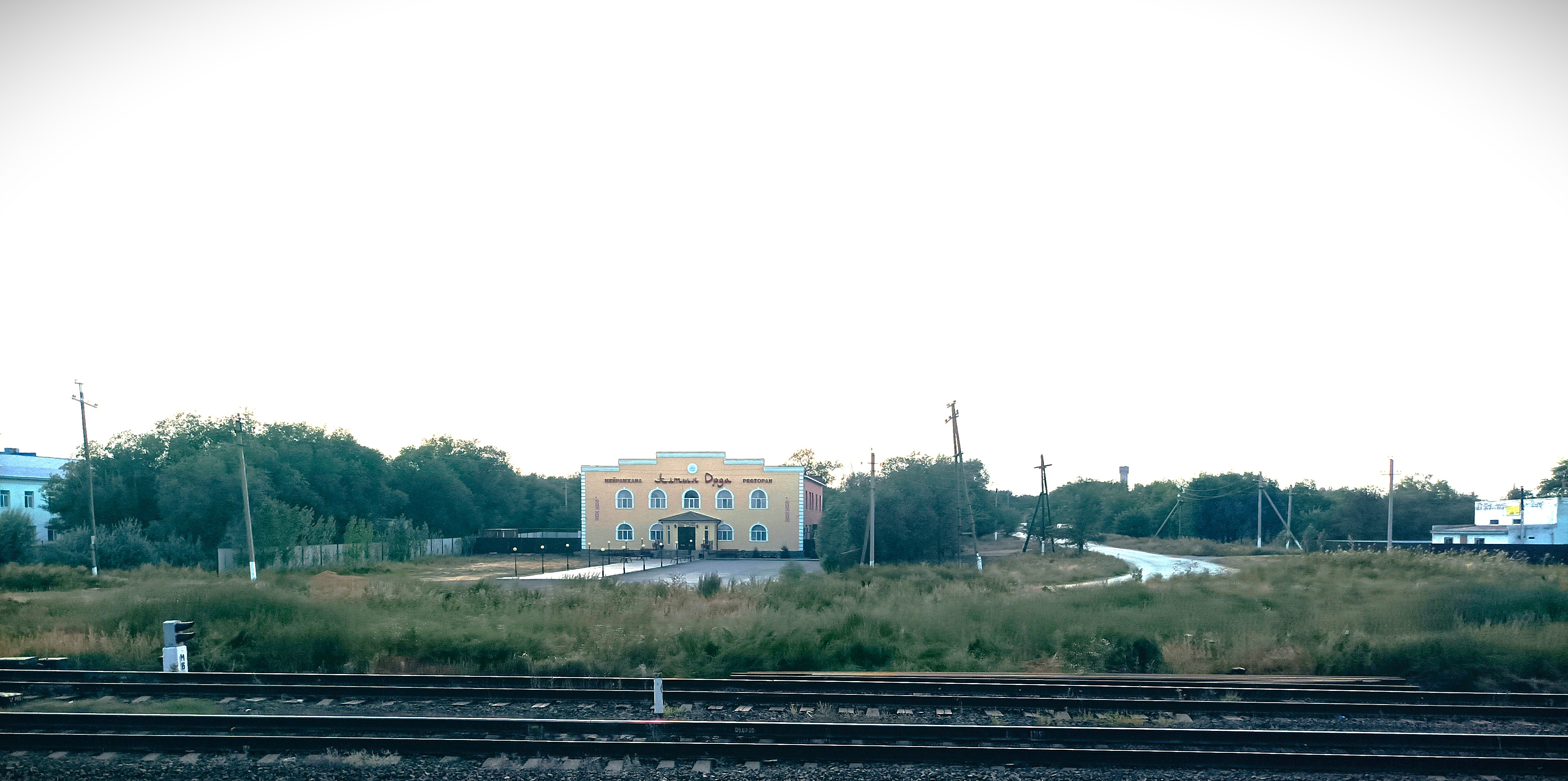
Ресторан